# Leaving (Pet Shop Boys)
Leaving è un singolo del gruppo musicale Pet Shop Boys, il secondo estratto dall'undicesimo album in studio Elysium e pubblicato il 15 ottobre 2012.
Il brano ricevette la sua anteprima mondiale radiofonica la mattina del 31 agosto 2012 al Ken Bruce Show su BBC Radio 2. Originariamente i Pet Shop Boys volevano pubblicare Leaving come primo singolo dell'album ma, dovuto al clima olimpico di Londra, la casa discografica pubblicò Winner come singolo.

## Il singolo
Anche Leaving fu, come il suo predecessore Winner, pubblicata in due versioni: il disco singolo con nuovo materiale b-side e la versione "remixed" con vari remix del brano a cura degli stessi Pet Shop Boys e di Dusty Kid e Andrew Dawson.
Nel disco singolo, oltre a Leaving vennero inclusi come b-side la sua versione demo del 2010, il demo del 2003 del brano Baby (consegnato agli Alcazar nel 2003, i quali lo pubblicarono sei anni dopo nel loro album Disco Defenders, e poi incluso, in piccola parte, nella colonna sonora The Most Incredible Thing per l'omonimo balletto del 2011) e le due nuove canzoni Hell (scritta l'anno precedente con l'intenzione di includerla nell'album) e In His Imagination (scritta e registrata a Londra nell'estate 2012).
Poco dopo i Pet Shop Boys annunciarono che Leaving sarebbe stato pubblicato in una terza versione, Leaving Again, la quale contiene le due versioni remix a cura degli stessi Pet Shop Boys.

## Video musicale
Il videoclip di Leaving fu disponibile su YouTube a partire dal 1º ottobre. Il video è un mix tra l'esibizione dei Pet Shop Boys a Berlino nel loro concerto promozionale dell'album Elysium del 5 settembre e frammenti di video girati in treno.

## Giudizio della critica
Ancor prima che Leaving venisse pubblicata come singolo, i critici musicali (nell'analizzare l'album Elysium) rimasero positivamente impressionati per la qualità del brano: anche diverse celebrità musicali e non espressero il loro favore sulla canzone; attraverso il suo account di Twitter, Gary Barlow (membro dei Take That) si è dichiarato "innamorato" della canzone.
Secondo Slicing Up Eyeballs Leaving è la miglior canzone del 2012 da parte dei gruppi nati negli anni '80.

### Tracce
CD singolo di 4 tracce - Chris Lowe (disponibile anche per download digitale)
1. Leaving - 3:50
2. Hell - 3:33
3. In His Imagination - 4:54
4. Baby (2003 demo) - 3:47

Leaving remixed - Neil Tennant (disponibile anche per download digitale)
1. Leaving (Lost Her Love remix) - 11:31
2. Leaving (HappySad remix) - 6:44
3. Leaving (demo) - 4:16

Leaving Again - Neil Tennant e Chris Lowe (disponibile anche per download digitale)
1. Leaving (PSB Side-by-side remix) - 7:00
2. Leaving (HappySad remix) - 6:14
3. Leaving (PSB Freedom remix) - 7:05

## Classifiche
Il giorno della sua pubblicazione, Leaving si piazzò al primo posto della classifica inglese di Amazon. Anche Leaving Remixed entrò in classifica al terzo posto.
| Nazione (2012)      | Posizione |
| ------------------- | --------- |
| Belgio (Fiandre)    | 73        |
| Belgio (Vallonia)   | 45        |
| Francia             | 139       |
| Germania            | 35        |
| Giappone            | 74        |
| Regno Unito         | 44        |
| Paesi Bassi         | 69        |
| Irlanda             | 77        |
| Stati Uniti (Dance) | 10        |